# Ronnie Bucknum
Ronnie Bucknum (n. 5 aprilie 1936 - d. 23 aprilie 1992) a fost un pilot curse auto american care a evoluat în Campionatul Mondial de Formula 1 între anii 1964 și 1966.